# Nera Tiebwa
Nera Tiebwa (ur. 2 października 2008) – kiribatyjska judoczka. Olimpijka z Paryża, gdzie zajęła siedemnaste miejsce w wadze lekkiej.
Startowała w Pucharze Świata w 2024 roku.

## Letnie Igrzyska Olimpijskie 2024
| Konkurencja | Eliminacje            | Klas. końcowa |
| Konkurencja | Przeciwnik I          | Miejsce       |
| ----------- | --------------------- | ------------- |
| -57 kg      | Darja Biłodid (UKR) P | 17.           |